# توماس هدون
توماس هدون (انگلیسی: Thomas Haddon؛ ۱۹ فوریه ۱۹۱۳ – ۱۲ آوریل ۱۹۹۳) فرد نظامی اهل بریتانیا بود.
او همچنین برندهٔ جوایزی همچون نشان امپراتوری بریتانیا شده‌است.